# 四清运动
社会主义教育运动，简称社教运动，又称四清运动（简称四清），是1962年中国共产党八届十中全会以后，由中国共产党中央委员会主席毛泽东在中国农村逐步推开的一场政治运动，自1963年春夏起正式展开，意图“反修防修”，防止“和平演变”。四清运动最初是“清工分，清账目，清财物，清仓库”，后来扩大为“大四清”，即“清政治，清经济，清组织，清思想”。与此同时，1963年初，中共高层在城市地区第二次发动了“五反运动”，与农村的四清运动并行。
四清运动期间，1964年底至1965年初，毛泽东与时任中国国家主席刘少奇发生了严重分歧，使得毛泽东下决心要在政治上把刘少奇打倒。四清运动于1965年基本结束，与1966年开始的文化大革命联系紧密，常被视为文革的预演。四清运动覆盖了中国三分之一的城乡地区，在两三年内造成了大量人员的非正常死亡，包括被迫害身亡和自杀等，部分区县的死亡人达数百人甚至数千人。据相关研究人员，四清运动期间77,560人被逼死、总共5,327,350人受到迫害，产生了大量了冤假错案。

## 历史背景
1957年7月“反右运动”开始不久，毛澤東發表文章《一九五七年夏季的形势》，表示“我赞成迅即由（中共）中央发一个指示，向全体农村人口进行一次大规模的社会主义教育，批判党内的右倾机会主义思想，批判某些干部的本位主义思想，批判富裕中农的资本主义思想和个人主义思想，打击地富的反革命行为”。同年8月8日，中共中央发出《关于向全体农村人口进行一次较大规模社会主义教育的指示》。

从左到右：朱德、周恩来、刘少奇、邓小平、毛泽东（1962年7月）

1959年夏召开的庐山会议上，彭德怀等人因对“大跃进”提出异议而被毛泽东打倒，毛泽东随即发动“反右倾斗争”，历时约半年，超过300万名共产党党员和干部受到批判。1960年起，中央先后在农村开展了“三反”（反贪污、反浪费、反官僚主义）运动和整风整社运动。1961年11月13日，中央又一次发出《关于在农村进行社会主义教育的指示》。对于三年困难时期（1959-1961年）农村基层干部的表现，毛泽东也意识到问题不是局部的，毛在一个批示中写：“有大信阳事件，必有小信阳事件，只是程度不同。” 刘少奇后来认为：大跃进产生的问题与基层干部的问题相关，他认为三分之一以上的农村基层政权和许多城市企业的领导权已成为的反革命的两面政权。
1962年初，七千人大会后，“三面红旗”的指导地位下降、“八字方针”地位上升，毛泽东一度退居二线。但毛泽东、林彪与刘少奇等中央高层对大跃进的错误存在分歧，而后刘少奇、邓子恢等人支持“三自一包”改革，遭到毛泽东的反对。1962年9月，在中共八届十中全会上，毛泽东提出“千万不要忘记阶级斗争”的号召，认为阶级斗争应“年年讲，月月讲，日日讲” ，并再次提出要进行社会主义教育运动。1962年9月中共八屆十中全會重提階級鬥爭以後，毛澤東從「反修防修」之戰略出發，決定在全國城鄉發動一場普遍之社会主义教育运动:9。

## 运动历程

### 运动发动：前十条的颁布
1962年底和1963年初，毛澤東在杭州、南昌、長沙、武漢、鄭州、邯鄲等地分別找來一些省委負責人談話，只有湖南省委書記王延春、河北省委書記劉子厚向他彙報社會主義教育運動之情況:10。毛澤東感到社會主義教育運動之問題並沒有引起各地負責人之高度重視，感到不滿，決定在1963年2月召開之中央工作會議上專門講一下:10。中央工作會議於2月11日至28日在北京召開，會議決定，在全國範圍內開展增產節約運動和「五反」運動，制定《中共中央關於厲行增產節約和反對貪污、反對投機倒把、反對分散主義、反對官僚主義運動的指示》:10。但该指示只在县级以上单位实施。中央工作会议重点讨论开展社会主义教育的问题。在这次会上，毛泽东在时任中华人民共和国主席刘少奇讲话时插话指出：“我国出不出修正主义，两种可能：一种是可能，一种是不可能。现在有的人，三斤猪肉、几包纸烟，就被收买。只有开展社会主义教育，才可以防止修正主义。”會議後，各地紛紛把農村社教運動當做一件大事來做，並且初步總結經驗，上報中央，毛澤東對這些經驗報告極為重視，選其重要者，及時批轉各地，催促參照實行:12。会后毛澤東便着重研究农村如何开展社会主义教育运动的问题。

1963年4月間，毛澤東又先後收到幾個報告，包括东北局宋任穷的材料、河北省委的材料、河南省委的材料，具体讲述了当地社会主义教育经验，包括“正面教育”、“群众自我教育等”。4月4日保定地委關於「四清」工作向河北省委的報告第一次提出「四清」問題，即「清理賬目、清理倉庫、清理分工、清理財務」:12-13。毛澤東到上海，4月25日在同周恩來、鄧小平等討論對蘇共中央3月30日來信之覆信稿時，特地提請他們注意報告；但當時大家心思都不在這裡，沒有怎麼討論:13。毛澤東覺得重要問題沒有引起注意，實在有必要強調；便找彭真來幫助起草轉發報告批語:13。毛澤東指定彭真（後加陳伯達）具體主持決定之起草工作，決定後來定名為《中共中央關於目前農村工作中若干問題的決定（草案）》:14。從5月2日至5月12日，毛澤東在杭州召開會議，主要討論和修改決定草案稿，參加會議有彭真、陳伯達、各中央局第一書記，共青團中央第一書記胡耀邦和浙江省委第一書記江華也參加會議:14。毛澤東特別看重幹部要和群眾一道參加勞動，同群眾打成一片，不能浮在上面、做官當老爺，但就總體而言，是建立在對階級鬥爭形勢之過分估計上，因而對幹部思想，及對實際工作之指導，都產生「左」之影響:21。
1963年5月杭州会议，毛澤東把各中央局书记召集到杭州，举行包括部分政治局委员参加的小型会议。会中指出“要点就是阶级，阶级斗争，社会主义教育，依靠贫下中农，四清，干部参加劳动这一套。”5月2日，毛泽东说：“资产阶级右派和中农分子把希望寄托在自留地、自由市场、自负盈亏和包产到户，这‘三自一包’上面。我们搞社会主义革命，在城市搞‘五反’，在农村搞“四清”，就是挖资产阶级的社会基础，挖资本主义的根子，挖修正主义的根子。” 5月10日和5月11日，毛澤東集中兩天時間修改《中共中央關於目前農村工作中若干問題的決定（草案）》，先後修改四稿，決定草案共10個問題:21。在5月11日晚的讲话中，毛澤東着重强调“不要性急，要搞稳一点，不要伤人太多”；12日凌晨，毛澤東又找到各大区的书记，再次强调。5月18日，在周恩來主持下，中央政治局舉行會議，通過《中共中央關於目前農村工作中若干問題的決定（草案）》，決定草案在5月20日正式下發，成為全國農村社會主義教育運動之指導文件:27，后来被称为“前十条”。在前十条中，关于四清的定义是：清理账目、清理仓库、清理财物、清理工分。显然，这时的四清运动大体上是，一个矛头指向农村基层干部经济清查运动。杭州会议后，“四清运动”初步展开。

### 初步展开：后十条的颁布
1963年，各地立即展开了农村社会主义教育的试点，多数单位情况不错，但在试点中也暴露出一系列问题。当年下发的《中央关于在社会主义教育运动中严禁打人的通知》就指出“根据许多地区的材料反映，在农村社会主义教育中有些地方发生打人和乱搞斗争等违法乱纪现象”，例如：在湖北麻城县，共斗争331人，其中被打的21人、被捆的65人、被吊的3人、被罚跪的42人。同年3月15日，帅孟奇在《关于湖南农村社会主义教育运动情况和存在的问题中》提到，二月底湖南省因为斗争自杀76人。
中共中央视察组在八省视察工作后，向党中央的报告中写到：要防止急躁情绪；对于上中农、工作人员中的地富和资本家子女、犯错误的干部，要正确对待，防止出差错；对于贪污盗窃、投机倒把分子，要在不损害严肃性的原则下，尽可能从宽处理；绝大多数干部是好的，或者是可以教育好的。
到1963年9月，中央機關之「五反」運動基本結束:27。9月6日至9月27日，中共中央在北京召開工作會議，議程之一就是討論《關於農村社會主義教育運動中的一些具體政策問題》:28。10月25日，毛澤東起草了《关于印发和宣传〈关于农村社会主义教育运动的一些具体政策问题（草案）〉的通知》，先后由邓小平和刘少奇修改，並将题目改为《中共中央关于农村社会主义教育中的一些具体政策的规定（草案）》，由毛澤東批准发出，后被称为「后十条」。在这一文件中明确规定运动的要点是阶级斗争、社会主义教育、组织贫下中农队伍、四清、干部参加集体劳动。虽然与前十条相比，没有太多新意，但是意识形态内容明显更加突出了。后十条与前十条相衔接，主要是对前十条中“团结95%以上的干部、群众做了许多政策规定。最主要的是强调“运动要依靠基层组织和基层干部”、工作队不应包办替代。其次文件强调：第一：必须分清敌我矛盾和人民内部矛盾的界限，并且正确处理人民内部矛盾。第二：必须团结中农，正确对待上中农。第三：正确对待地富反坏分子问题。第四，正确对待地主、富农子女。为了达到这些要求文件提出了许多政策界限。另外后十条还提出要结合社会主义教育运动，整顿农村党的基层组织。

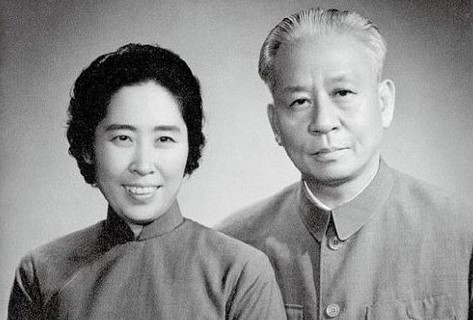
刘少奇（右）之妻王光美（左）在四清运动中扮演了重要角色，总结出了一套“桃园经验”。

然而后十条的效果并不理想。湖北省第一批试点铺开前后，死了2000多人；第二批试点开始后，仅襄阳在25天内就死了74人。1963年11月末，刘少奇之妻王光美带工作队到河北省抚宁县卢王庄公社桃园大队搞试点，总结出桃园经验进行推广。其中，“燕飞”的体罚方式演变成了后来文化大革命中流行的批斗方式——“喷气式”。12月，毛澤東作出批示之後，各工業部門從機關到企業紛紛設立政治部，迅速擴大到所有機關和企業/事業單位，後來在文化大革命中得到很大加強；事實證明，在國家機關和企事業單位普遍設立政治部，不能說是一個成功經驗:33-34。

### 全面展开：后十条的修正

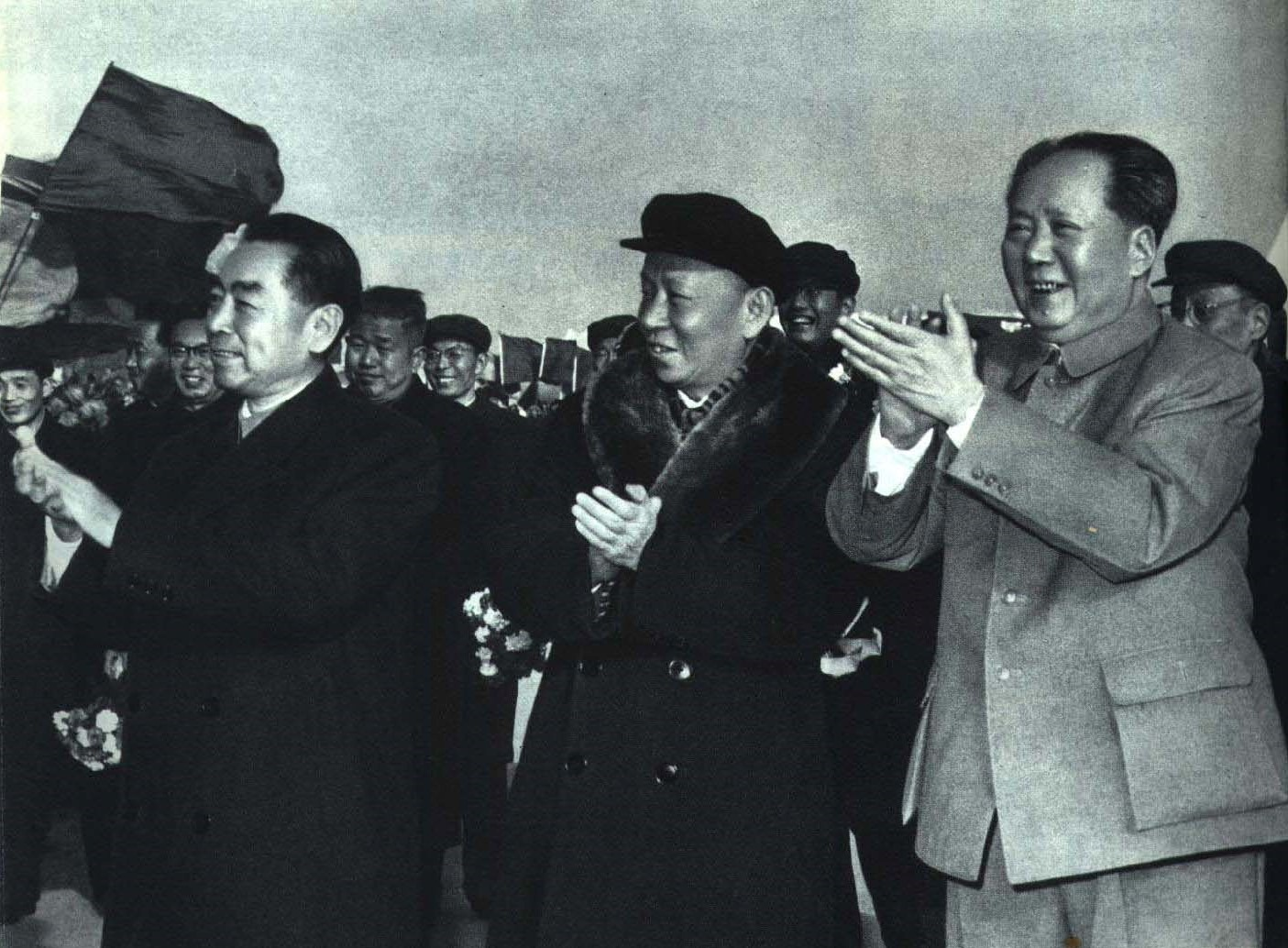
从左至右：周恩来、刘少奇，毛泽东（1964年5月）

运动全面展开后，中央大大增加对防止修正主义范围，之后的阶段争议较大。1964年6月2日刘少奇在会上讲话中，提出“和平演变”已经演变到高级机关中的某些人了，省委、市委都有他们的人，不再强调依靠基层干部。在群众没有充分发动起来之前，不能强调团结95%以上的干部，依靠基层。 6月8日，毛澤東在会上谈到防止修正主义的问题时说：“国家有三分之一的权力不在我们手里，白银厂、小站就是搞修正主义。”关于“三分之一政权不在我们手里”的估计，影响了运动之后的发展走向。6月17日，由谭震林主持修改“后十条”；后根据陈伯达的提议，中央决定成立“四清”“五反”指挥部，由刘少奇挂帅。7月，刘少奇在各地多次讲话中强调：后十条中团结95%以上的干部规定不恰当，要改；二是要扩大四清的范围，不止是经济，经济、政治、思想、组织四个方面的问题统统要搞清；三是要在运动中集中精力打歼灭战。他还表示，要“放手发动群众，要了解和掌握群众运动的火候，注意不要烧过头。烧到多少度了，就要劝群众、积极分子：不要继续搞了，要实事求是了，是多少就是多少。群众运动过火时，是有些征象的。群众运动过了头，群众中有些就不赞成，但不敢讲话；因为空气是那样，怕说了右倾，是庇护地主、富农，庇护四不清干部。讲的话都是一样的。”
1964年6-8月，刘少奇带王光美从北方到南方，在十四个省市作巡回视察、报告。刘少奇返回北京后，1964年8月1日在人民大会堂对中央党、政、军机关和群众团体负责干部作了一个大报告。刘少奇在大会上说：搞运动，开调查会的方法，找人谈话，已经不行了；不蹲点，就不能做领导工作；现在敌人利用这个《后十条》来顶工作队，第二个十条对于强调放手发动群众写得不够，「以后不要强调了」。出席了这次大会的李新的回忆，在刘没登场之前，「台上，所有在京的政治局委员和元帅们都到了。全场鸦雀无声，……一会儿，周总理引着刘少奇走到台中央」。8月4日，预定随同刘前往广州修改《后十条》的田家英向毛请示对修改《后十条》还有甚么意见时，毛提到两点：「第一，不要把基层干部看得漆黑一团；第二，不要把大量工作队员集中在一个点上。」8月5日中央书记处会议决定，中央成立「四清」和「五反」指挥部，由刘少奇挂帅；又决定，由刘少奇负责《后十条》的修改工作。8月16日，刘在广州给毛写信称，湖北、湖南省委同志都同意他的意见，中南局也赞成他的建议，并准备在中南五省推行，这就是改变原来「四清」以县委为主的方法，而是在省委、地委领导下，集中力量先搞一个县，此即以后在全国各地推广的以「四清工作总团」、「四清工作分总团」取代地委和县委的方法。8月19日，刘又给毛写信说陈伯达「极力主张」把王光美的报告下发各地，刘要求批转王光美的「桃园经验」，刘在为中央代拟的批语中写道：王光美的报告是有「普遍意义的」。8月27日，毛就下发王光美的报告批示：「如果大家同意，再发到全国去。我是同意陈伯达和少奇同志意见的」。9月1日，中央批转王光美报告。而刘少奇在各地视察时的讲话早已在各省市传达，并在全国各地贯彻落实。北京市委抽调11695名工作队员，「集中力量到通县打歼灭战」。

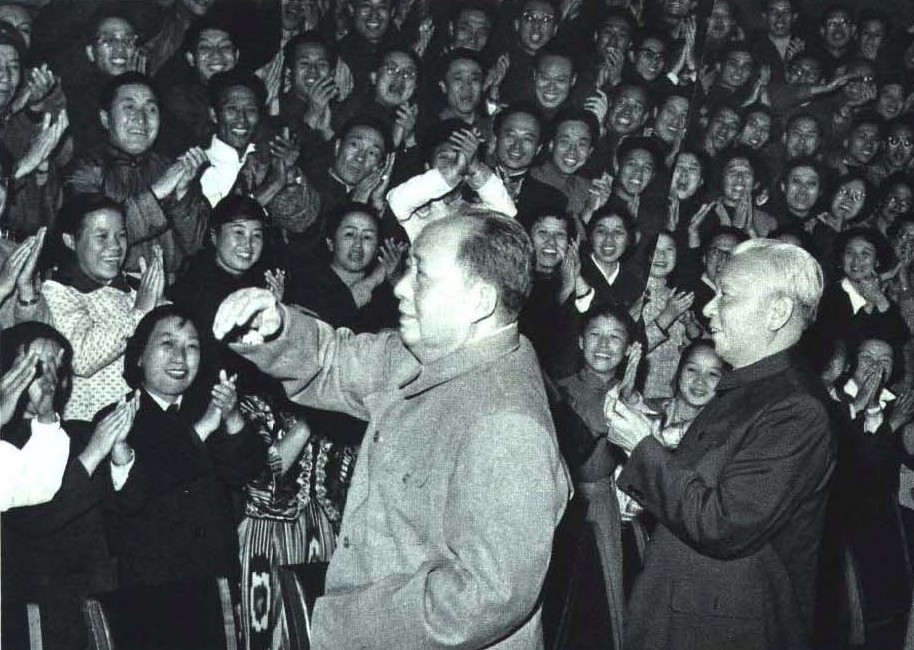
毛泽东和刘少奇接见音乐剧《东方红》全体演员（1964年10月）

1964年9月18日，中央正式下发《关于印发〈农村社会主义教育运动中一些具体政策的规定〉（修正草案）》，简称《后十条修正草案》。此文件提出敌人拉拢腐蚀干部，建立反革命两面政权，是敌人反对我们的主要形式；认为这次运动，是比土地改革运动更为广泛、更为复杂、更为深刻的大规模的群众运动；提出了有的地区还要进行民主革命补课工作；改变了原《后十条》草案中依靠党的基层组织和基层干部的规定，强调首先要解决干部中的问题，并规定整个运动由工作队领导。「反革命的两面政权」的概念被正式使用于《后十条修正草案》。在《后十条修正草案》下发后，一时全国各地都在查找「小台湾」，甚至连武汉大学哲学系这个小小的单位，也差点被打成「反革命两面政权」。
以后的运动中，工作组的人数和权力都被大大增强。中央工业、交通战线的16个部共抽出3901人，占干部26%。桃园经验在全国宣传，后十条的修正案中提出“整个运动都由工作队领导。”于此同时，一样在全国宣传的还有陈伯达负责的天津小站夺权的“经验”。从此，不被团结的干部越来越多。青海省一个公社，工作组认为需要撤职处分的干部占总数的47%。暴力事件发生频率又一次提高。在北京郊区通县，去了2万多人，有110个工作队打了人，自杀70多起。

### 运动后期：二十三条

刘少奇与毛泽东（1965年）

1964年12月中旬，中共中央政治局召开中央工作会议，该会议断断续续地开到1965年1月14日。在这段时间，毛泽东与刘少奇之间发生了严重的分歧。关于四清运动中主要矛盾的性质，毛泽东认为是社会主义和资本主义的矛盾、是敌我矛盾，重点是整党内走资本主义道路的当权派、要发动群众整我们这个党，而刘少奇则认为一切从实际出发，是有什么矛盾解决什么矛盾好，不要什么都上升为敌我矛盾，刘还提到是人民内部矛盾和敌我矛盾的交叉。有学者指出，毛泽东所批判的这些刘少奇的观点和方法，毛本人先前批示过同意并大力提倡。
1964年12月26日，毛泽东在北京人民大会堂自己的生日宴会上，因“社会主义教育”问题严厉斥责了有关中央领导。12月27日，中央工作会议继续进行，讨论《农村社会主义教育运动中目前提出的一些问题》（即《十七条》），该文件规定，今后城市乡村的社会主义教育运动，一律简称“四清”，即清政治、清经济、清组织、清思想。12月28日，毛泽东曾一手拿着党章，一手拿着宪法，在会场大发雷霆，“一个不叫我开会（指邓小平），一个不叫我讲话（指刘少奇）。为什么剥夺党章、宪法给我的权利？” 1964年底，毛当着其他领导人的面，曾训斥刘少奇：“你有什么了不起，我动一个小指头就可以把你打倒。”
1965年1月3日，第三届全国人大再度选举刘少奇担任中国国家主席，当日毛泽东在人民大会堂召开中央政治局常委扩大会议，听取四清运动的情况汇报。会上他不点名地批评了刘少奇的“扎根串联，搞神秘化”、“烦琐哲学，人海战术”，说道“反人家右倾，结果自己右倾！” 1月5日，中央政治局常委会再次召开扩大会议，毛泽东继续对刘少奇进行不点名地批评。同日，宋任穷在三届全国人大一次会议上讲到现在形势一年比一年好、生产一年比一年好的时候，毛泽东则插话说“在人代大会上讲的一片光明，在工作会议上讲的一片黑暗，对不起头来嘛！” 1月13日下午，在朱德等中共高层的劝解下，刘少奇召开了一个党内生活会，当着周恩来、邓小平、彭真、贺龙、陈毅、罗瑞卿、陈伯达等十余位中央和地方大员的面，检讨“对主席不够尊重”。会后刘又主动找毛做自我批评， 但毛泽东表示：“这不是尊重不尊重的问题，而是马克思主义同修正主义的问题。在原则问题上，我是从来不让步的。”
1965年1月14日，中央工作会议将毛泽东讲话的主要内容整理为《农村社会主义教育运动中目前提出的一些问题》，由此前的《十七条》变为《二十三条》，同日中共中央发出通知，正式将《二十三条》下发全党。该文件还规定，城市中社会主义教育运动过去称为“五反”运动，以后通称“四清”运动，取消“五反”的名称。后来到了文革期间，1970年12月，美国记者埃德加·斯诺问毛澤東什么时候觉得必须把刘少奇在政治上打倒，毛澤東答“就是发布二十三条的时候。” 据李新称，当时搞四清的中国社会科学院近代史研究所多数人認爲，《二十三條》的許多新精神，與桃園經驗大不相同，甚至是批判了桃園經驗中的某些作法，例如搞秘密串連等神秘化做法。
到1965年上半年，全国已有649个县结束了四清运动，占总数的32%。到了1965年下半年，毛泽东基本放弃了“四清运动”，认为这场运动连同文化战线的批判都解决不了根本问题，因而转而筹划和发动“文化大革命”。文革开始不久以后，各地的四清运动也就慢慢退出了历史舞台。

## 评价
|                                          | 1963年至1965年间，在部分农村和少数城市基层开展的社会主义教育运动，虽然对于解决干部作风和经济管理等方面的问题起了一定作用，但由于把这些不同性质的问题都认为是阶级斗争或者是阶级斗争在党内的反映，在1964年下半年使不少基层干部受到不应有的打击，在1965年初又错误地提出了运动的重点是整所谓“党内走资本主义道路的当权派”。在意识形态领域，也对一些文艺作品、学术观点和文艺界学术界的一些代表人物进行了错误的、过火的政治批判，在对待知识分子问题、教育科学文化问题上发生了愈来愈严重的“左”的偏差，并且在后来发展成为“文化大革命”的导火线。 |
| ——《关于建国以来党的若干历史问题的决议》 | |